# Eami
Eami és una pel·lícula dramàtica paraguaiana de 2022 dirigida per Paz Encina. Es va projectar en la 51a edició del Festival Internacional de Cinema de Rotterdam i va guanyar el Premi Tiger.

## Sinopsi
La pel·lícula tracta sobre una jove de la tribu dels ayoreos Totobiegosode que es veu obligada a abandonar el seu entorn familiar després de la destrucció del seu poble. Eami significa alhora "bosc" i "món" en ayoreo.

## Repartiment
- Anel Picanerai
- Curia Chiquejno Etacoro
- Ducubaide Chiquenoi
- Basui Picanerai Etacore
- Lucas Etacori
- Guesa Picanerai
- Lazaro Dosapei Cutamijo

## Producció
La pel·lícula és una coproducció internacional entre Paraguai, Alemanya, Argentina, Països Baixos, França i Estats Units.

## Premis i nominacions
| Any  | Premi                                                     | Categoria       | Nominat(s) | Resultat   | Ref.  |
| ---- | --------------------------------------------------------- | --------------- | ---------- | ---------- | ----- |
| 2022 | Festival Internacional de Cinema de Rotterdam             | Premi Tiger     | EAMI       | Guanyadora | [ 1 ] |
| 2022 | Buenos Aires Festival Internacional de Cinema Independent | Millor direcció | Paz Encina | Guanyadora | [ 4 ] |